# Crorema quadristigata
Crorema quadristigata är en fjärilsart som beskrevs av Talbot 1929. Crorema quadristigata ingår i släktet Crorema och familjen tofsspinnare. Inga underarter finns listade i Catalogue of Life.